# Chiamaka Nnadozie
Chiamaka Cynthia Nnadozie (* 8. Dezember 2000 in Orlu) ist eine nigerianische Fußballtorhüterin.

## Karriere

### Klub
Den Grundstein ihrer Karriere legte sie in ihrer Heimat beim Rivers Angels FC⁣, für den sie von 2016 bis Ende 2019 aktiv war. Danach wechselte sie zu Jahresbeginn 2000 nach Frankreich, wo sie nun Teil des Kaders vom Paris FC wurde.

### Nationalmannschaft
Nachdem sie bereits in der U17 und U20 ein paar Einsätze hatte, kam sie für die A-Nationalmannschaft erstmals im Jahr 2018 zum Einsatz. Ihr erstes Turnier war dann auch gleich der Afrika-Cup 2022, bei dem sie aber keine Einsätze bekam. Dies änderte sich dann bei der Westafrikameisterschaft im Jahr 2019, wo sie mit ihrer Mannschaft den Titel holte. Auch für die Weltmeisterschaft 2019 wurde sie dann nominiert und wurde hier ab dem zweiten Gruppenspiel zur Stammtorhüterin. Danach half sie ihrem Team bei den Afrikaspielen zudem auch noch beim Erreichen der Gold-Medaille. Im Jahr 2019 wurde sie von der IFFHS zur besten afrikanischen Torhüterin bestimmt.
Auch bei der durch die COVID-19-Pandemie verschobenen nächsten Ausgabe des Afrika-Cup, welche nun im Jahr 2022 stattfand, war sie wieder als Stammtorhüterin auserkoren und führte ihre Mannschaft mit einer weißen Weste ins Halbfinale, dort verlor sie mit ihrem Team aber das Spiel gegen Marokko erst im Elfmeterschießen mit 5:6. Das Spiel um den dritten Platz endete dann dramatisch für sie, weil sie in der 29. Minute in der Partie gegen Sambia ein Eigentor verschuldete. Weil auch kein weiterer Treffer der nigerianischen Spielerinnen kam, verlor man auch dieses Spiel am Ende mit 0:1. Durch die Halbfinalteilnahme gelang aber die Qualifikation für die Weltmeisterschaft 2023.
Am 16. Juni 2023 wurde sie für den nigerianischen Kader bei der Weltmeisterschaft 2023 nominiert, kam in jedem der vier Spiele ihres Teams zum Einsatz und schied mit der Mannschaft im Achtelfinale gegen die Engländerinnen aus.